# Cochlostoma scalarinum
Cochlostoma scalarinum е вид охлюв от семейство Diplommatinidae. Видът не е застрашен от изчезване.

## Разпространение и местообитание
Разпространен е в Албания, Гърция, Италия, Северна Македония, Словения, Сърбия (Косово), Хърватия и Черна гора.
Обитава скалисти райони, гористи местности, планини, възвишения, храсталаци, крайбрежия и плажове.

## Описание
Популацията на вида е стабилна.